# جنجال مدرک تحصیلی علی کردان

محمود احمدی‌نژاد پس از برکناری مصطفی پورمحمدی در ۲۸ اردیبهشت ۱۳۸۷ خورشیدی از وزارت کشور، در تاریخ ۸ مرداد ۱۳۸۷ علی کردان را به عنوان وزیر پیشنهادی برای تصدی سمت وزیر کشور به مجلس شورای اسلامی پیشنهاد داد. مجلس شورای اسلامی نیز در ۱۵ مرداد ۱۳۸۷ خورشیدی، با ۱۶۹ رأی موافق از مجموع ۲۷۱ نماینده حاضر در جلسه، به علی کردان برای این سمت رأی اعتماد داد. کردان ادعا کرد که موفق به اخذ مدرک دکترای افتخاری حقوق اساسی از دانشگاه آکسفورد شده‌است و نیز دارای مدارک لیسانس و فوق لیسانس می‌باشد.
با استعلام وبگاه خبری-تحلیلی الف، مقام‌های دانشگاه آکسفورد رسماً اعلام کردند که وی نه دکتری افتخاری و نه هیچ مدرک دیگری از این دانشگاه دریافت نکرده‌است. احمدی‌نژاد در احکام انتصاب سید شمس‌الدین حسینی و حمید بهبهانی از لفظ دکتر خطاب به آن‌ها استفاده کرده‌است؛ ولی در حکم انتصاب علی کردان از واژه دکتر استفاده نکرده‌است.

## واکنش‌های کردان، وزارت کشور و دولت
وزارت کشور در برابر روشنگری‌های رسانه‌ها و خصوصاً سایت الف در مورد جعلی بودن مدرک دکترای کردان ابتدا بیانیه‌ای داد: «مدرک دکترای افتخاری وزیر کشور پس از طی مراحل قانونی از سوی رئیس کل بخش خاورمیانه دانشگاه آکسفورد استیفن پرینگل و به امضای سه نفر از استادان معروف و مشهور دانشگاه آکسفورد صادر گردیده‌است و هیچ‌گونه خدشه‌ای در صحت آن وجود ندارد»
پس از فشار رسانه‌ها عاقبت کردان مجبور به انتشار کپی مدرک دکتری افتخاری خود از دانشگاه آکسفورد شد که آغاز ماجرای بزرگتری بود. مدرک مورد ادعای او نه تنها اسمی از استیفن پرینگل - که قبلاً وزارت کشور ادعا نموده بود- نداشت بلکه دارای چندین غلط املایی و گرامری فاحش بود.
سایت خبری الف که از دانشگاه آکسفورد پیرامون مدرک دکترای افتخاری کردان استعلام کرده و پاسخ منفی دانشگاه آکسفورد را منتشر کرده بود ابتدا توسط قاضی مرتضوی موقتاً فیلتر و سپس فعالیت خود را آغاز کرد.
در همین حال در روز ۲۰ مرداد ۱۳۸۷ محمدرضا رحیمی معاون حقوقی و پارلمانی از شکایت وزیر کشور به دادگاه خبر داد و گفت: «آنهایی که مدرک تحصیلی آقای کردان را زیر سؤال برده‌اند باید در محکمه پاسخگو باشند و دولت نیز این موضوع را پیگیری خواهد کرد».
رحیمی همچنین اعلام کرد که «بعد از اعلام شبهه، نماینده‌ای به دانشکده آکسفورد اعزام شد که چگونگی موضوع را بررسی کند. با مراجعه این فرد به لندن مشخص شد مطالب مربوط به مدارک وزیر کشور از روی سایت اینترنتی کاملاً حذف شده و اطلاعاتی در این خصوص وجود ندارد که وی در نتیجه اقدام به استخدام وکیل کرد. وکیل انگلیسی از طریق مقامات قانونی به سایت اصلی  [!] دانشگاه آکسفورد مراجعه و همه اطلاعات مربوط به دکترای کردان را که در جلسه اخذ رای اعتماد توزیع شده بود، از آن سایت استخراج کرد. وکیل انگلیسی بعد از مراجعه به مقامات قضایی مراتب صحت مدرک را تأیید کرد و از طریق سفارت ایران برای آقای کردان فرستاد که این مدرک شنبه گذشته به دست وی رسید و من شخصاً مدرک را ملاحظه کردم».
اما کردان در روزهای بعد اعلام کرد: «دلیلی برای شکایت از کسانی که مدرک من را زیر سؤال برده‌اند، وجود ندارد و در این باره از کسی شکایت نکرده‌ام».

## واکنش دانشگاه آکسفورد
اندکی پس از استعلام سایت الف وابسته به احمد توکلی از دو واحد زیرمجموعه دانشگاه آکسفورد، دانشگاه مذکور طی اطلاعیه‌ای که در وب‌سایت خود قرار داد صدور هرگونه مدرک تحصیلی برای کردان را تکذیب کرد.
نشریه گاردین در این‌باره نوشت: پروفسور ادموند رولز و پروفسور پیتر بریانت و پروفسور آلن کوی که در ذیل مدرک کردان از آن‌ها نام برده شده با این که در دانشگاه آکسفورد دارای مقام بوده‌اند ولی هیچ‌کدام از آن‌ها در زمینه قانون کار نکرده‌اند و هیچ کدامشان این مدرک را امضا نکرده‌اند.
علی لاریجانی که در دوران ریاستش بر سازمان صدا و سیما، علی کردان را به پست‌های گوناگونی اعم از معاونت مالی و اداری و معاونت استان‌ها و مجلس منصوب کرده بود، پس از اعتراضات گسترده پیرامون مدرک تقلبی کردان از آکسفورد و شایعه غیرقانونی بودن لیسانس و فوق لیسانس کردان از دانشگاه آزاد، علی عباسپور نماینده اصولگرای مجلس هشتم را که خود از مسئولین دانشگاه آزاد و دارای نسبت فامیلی با عبدالله جاسبی بود، به عنوان مسئول بررسی مدارک کردان منصوب کرد.
علی اکبر ناطق نوری یکی از معدودافرادی بود که انتصاب علی کردان به پست وزارت کشور را به وی تبریک گفت.
برخی دانشجویان دانشگاه تهران (که کردان با مدرک تقلبی به تدریس در دانشگاه تهران اشتغال داشته‌است) به نمایندگان گفتند که وی در حین تدریس بارها با لحنی تحقیرآمیز به دانشجویان می‌گفته‌است که: «شما که دانشجو نیستید و ما در آکسفورد اینچنین می‌کردیم و آنچنان…» و به بیان خاطرات از تحصیل در دانشگاه آکسفورد می‌پرداخته‌است.

## سایر مدارک تحصیلی
به گفته یکی از نمایندگان مجلس هشتم، وی دارای لیسانس و فوق لیسانس نیست و آخرین مدرک تحصیلی اخذ شده او فوق دیپلم است.

## واکنش دانشگاه آزاد اسلامی
عبدالله جاسبی رئیس وقت دانشگاه آزاد اسلامی در این خصوص گفت: کردان از دانشگاه آزاد اسلامی هیچ‌گونه مدرک رسمی دریافت نکرده‌است و هر چه پشت تریبون گفته شده دروغ است. کردان مدعی دریافت لیسانس و فوق لیسانس از دانشگاه آزاد اسلامی شده‌بود. البته کردان در دانشکده حقوق واحد تهران مرکزی دانشگاه آزاد، در مقطع لیسانس، دروس کلیات حقوق اساسی و حقوق اساسی جمهوری اسلامی ایران را سال‌ها تدریس می‌کرد.

## واکنش دولت
محمود احمدی‌نژاد مدرک تحصیلی وی را کاغذ پاره‌ای نامید که برای خدمت به مردم نیازی بدان نیست.
محمدرضا رحیمی معاون حقوقی و پارلمانی احمدی‌نژاد رسانه‌ها را تهدید کرد در صورت پیگیری مدرک جعلی کردان از آنان شکایت خواهد کرد. به گفته یکی از نمایندگان مجلس علت تهدید وی از آن‌روست که مدرک خود او هم تقلبی است.
جوانفکر مشاور مطبوعاتی احمدی‌نژاد گفت که مرجع اعلام نظر پیرامون مدرک کردان وزارت علوم است نه دانشگاه آکسفورد.
انتصاب کردان با مخالفت‌هایی در دولت نیز روبرو شد. از جمله داوود احمدی‌نژاد که سمت معاون بازرسی وی را عهده‌دار بود در اعتراض به این اقدام کناره‌گیری کرد. برخی رسانه‌ها وی را عامل انتشار بیانیه هفت صفحه در مجلس پیرامون سوابق کردان دانسته‌اند.

## انتساب فساد اخلاقی
علی مطهری نماینده اصول‌گرای تهران در مجلس هشتم در جلسه رأی اعتماد مجلس به کردان، در مخالفت با او سخنرانی کرد. مطهری، موضوع ارائه مدرک تحصیلی تقلبی و فساد اخلاقی را از دلایل مخالفت خود با کردان برشمرد. روزنامه جمهوری اسلامی نیز از انتشار اسناد و اخباری در برخی از سایت‌های اینترنتی پیرامون علی کردان خبر داد. به ادعای برخی از منابع خبری، بازداشت کردان در گذشته به علت فساد اخلاقی وی بوده که با اعتراضات انقلاب ۱۳۵۷ هم‌زمان شده و منجر به آزادی علی کردان شده‌است. به گفته این رسانه‌ها پرونده کردان در سال ۱۳۷۱ مجدداً به جریان می‌افتد اما با لابی گسترده وی که در آن هنگام از مسئولین ارشد دانشگاه امام حسین سپاه پاسداران بوده‌است، مجدداً این پرونده بایگانی می‌شود. روزنامه جمهوری اسلامی نیز ضمن اشاره به انتشار سندی در اینترنت که علی کردان را به «داشتن سابقه فساد اخلاقی» متهم می‌کند، خواهان بررسی هر چه سریع‌تر صحت این موضوع از سوی مقامات ایران شد. این روزنامه همچنین نوشت: در صورت درستی این سند، علی کردان باید از سمت خود برکنار شود.

## بازتاب
انتصاب وی به مقام وزارت کشور و جنجال پیرامون عدم صلاحیت او بازتابهای فراوانی داشت و به رسانه‌های بین‌المللی نیز کشیده شد. از جمله فاکس نیوز و روزنامه گاردین آن را یک آبروریزی برای دولت احمدی‌نژاد دانستند.

>
خبر استیضاح کردان در روزنامه اسکای نیوز و ای اف پی نیز با این تیتر آغاز شده است: مجلس ایران وزیر کشور را به خاطر فقدان مدرک استیضاح کرد. روزنامه ای اف پی در شرح خبر خود نوشت: مجلس ایران روز سه شنبه به عزل وزیر کشور علی کردان به خاطر جعل مدرک از دانشگاه آکسفورد رای داد. سپس به سخنان لاریجانی اشاره نمود و گفت استیضاح توسط مجلس تصویب شد و از این به بعد وی نمی‌تواند وزیر کشور باشد.

## استیضاح
علیرغم مخالفت جدی دولت و نمایندگان هوادارش در مجلس، طرح استیضاح کردان اعلام وصول شد. محمدرضا فاکر نماینده مجلس در نطق پیش از دستور گفت:
نماینده نشدیم که هر طور دل ما خواست رای دهیم و آبروی نظام و کشور را بفروشیم و سرمایه ملت را تباه کنیم و پشت سر کسانی راه رویم که متهم به تقلب، نفاق، دزدی، جنایت، زنا و آدم‌کشی هستند و به نوعی سر خود کلاه بگذاریم و با همدیگر معامله کنیم تا قانع شویم.

### ماجرای چک پنج میلیون تومانی
در آبان ۱۳۸۷ خورشیدی عوض حیدرپور نماینده شهرضا و دهاقان که یکی از طراحان استیضاح کردان بود در اظهاراتی اعلام کرد: عباسی مدیر کل دولت در مجلس رسیدی را به همراه چک کمک ۵ میلیون تومانی به مساجد، برای امضاء به او ارائه داده‌است این رسید کاغذی خطاب به علی لاریجانی، مبنی بر انصراف از استیضاح بوده‌است، پس از طرح این موضوع، در روز پنجشنبه ۹ آبان ۱۳۸۷ روزنامه کیهان در یادداشتی تحت عنوان «آنجا چه خبر است؟»، ضمن آنکه پرداخت چک، را یک کلاهبرداری سیاسی خواند، علی کردان و محمدرضا رحیمی معاون وقت پارلمانی دولت در مجلس را متهم به اطلاع از پرداخت این چک ۵ میلیون تومانی برای بازپس‌گیری طرح استیضاح کردان کرد. سپس و در ادامه این رویدادها، علی کردان در پاسخ به روزنامه کیهان، نوشت: بررسی‌های اینجانب نشان می‌دهد که موضوع دادن چک ۵ میلیون تومانی به نمایندگان برای ساخت و تعمیر مساجد، بنا به درخواست تعدادی از نمایندگان بوده و اهدای این کمک ارتباطی به استیضاح اینجانب ندارد.
پس از طرح این موضوع در مجلس، عوض عباسی، مدیرکل دفتر دولت احمدی‌نژاد در مجلس هشتم، در روز یکشنبه ۱۲ آبان ۱۳۸۷ توسط علی لاریجانی رئیس وقت مجلس از مجلس شورای اسلامی اخراج شد.

### برکناری
در تاریخ ۱۳ آبان ۱۳۸۷ خورشیدی، مجلس هشتم شورای اسلامی طرح استیضاح علی کردان را در دستور کار خود قرار داد. پس از سخنان موافقان و مخالفان این طرح و در نهایت دفاعیات علی کردان از عملکرد خود، ۱۸۸ نماینده مجلس به علی کردان رأی عدم اعتماد دادند، و به این ترتیب وی از سمت خود برکنار شد.
در این جلسه، محمود احمدی‌نژاد رئیس‌جمهور حضور نداشت. این استیضاح از سوی احمدی‌نژاد، غیرقانونی توصیف شد.
علی کردان در آخرین دفاعیات خود در این جلسه، اظهار داشت: «در سردشت جانباز شیمیایی شدم و عمل پیوند مغز استخوان انجام داده‌ام و اکنون نیز به خاطر اعلام این مسئله که مایل به ثبت و درج آن نبودم از خداوند طلب مغفرت می‌کنم». وی همچنین رادیو اسرائیل را به زمینه‌سازی علیه سوابق انقلابی خود متهم کرد.
این در حالی بود که علی کردان در تاریخ ۱۵ مرداد سال ۱۳۸۷ (یعنی حدود سه ماه قبل از این جلسه) با کسب رأی موافق ۱۶۹ تن از نمایندگان همین مجلس، جانشین مصطفی پورمحمدی، وزیر سابق کشور شده‌بود.